# Paul Doherty
Paul Charles Dominic Doherty (Middlesbrough, 21 settembre 1946) è uno scrittore britannico di gialli storici, generalmente di ambientazione medievale.

## Biografia
Paul Doherty vive in Inghilterra ed ha conseguito il dottorato in storia all'Università di Oxford.
Lo scrittore ha pubblicato numerose serie di romanzi ambientati in svariate epoche storiche, firmando spesso le opere con pseudonimi:
- Anna Apostolou
- Michael Clynes
- Ann Dukthas
- C.L. Grace
- Paul Harding
- Vanessa Alexander

Si è sposato con Carla Lynn Corbitt, morta nel 2016.

## Opere

### Hugh Corbett: un investigatore nel Medioevo
1. 1986, Satana a St. Mary (Satan in St. Mary's), Hobby & Work, 2000 (ISBN 88-7133-437-X)
2. 1988, La corona nelle tenebre (The Crown in Darkness), Hobby & Work, 2000 (ISBN 88-7133-441-8)
3. 1988, Delitto nella cancelleria (Spy in Chancery), Hobby & Work, 2001 (ISBN 88-7133-454-X)
4. 1989, L'angelo della morte (The Angel of Death), Hobby & Work, 2001 (ISBN 88-7133-460-4)
5. (EN)  1992, The Prince of Darkness
6. (EN)  1992, Murder Wears a Cowl
7. (EN)  1993, The Assassin in the Greenwood
8. 1994, Il canto dell'angelo nero (The Song of a Dark Angel), Il Giallo Mondadori n. 3042, Mondadori, 2011
9. (EN)  1995, Satan's Fire
10. (EN)  1996, The Devil's Hunt
11. (EN)  1999, The Demon Archer
12. (EN)  2000, The Treason of the Ghosts
13. (EN)  2001, Corpse Candle
14. (EN)  2004, The Magician's Death
15. (EN)  2006, The Waxman Murders
16. (EN)  2008, Nightshade
17. (EN)  2010, The Mysterium
18. (EN)  2016, Dark Serpent
19. (EN)  2017, Devil's Wolf
20. (EN)  2019, Death's Dark Valley
21. (EN)  2020, Hymn to Murder
22. (EN)  2021, Mother Midnight
23. (EN)  2022, Realm of Darkness

### Vlad Drakulya
1. (EN)  1986, The Prince Drakulya
2. (EN)  1986, The Lord Count Drakulya

### Matthew Jenkyn
1. (EN)  1988, The Whyte Harte
2. (EN)  1990, The Serpent Amongst the Lilies

### Fratello Athelstan
Pseudonimo: Paul Harding
1. 1991, La galleria dell'usignolo (The Nightingale Gallery), Il Giallo Mondadori n. 2371, 1994.
2. 1992, Mistero alla torre di Londra (The House of the Red Slayer o The Red Slayer), Il Giallo Mondadori n. 2419, 1995.
3. 1992, Lo scheletro del monastero (Murder Most Holy), Il Giallo Mondadori n. 2449, 1996.
4. 1993, La collera di Dio (The Anger of God), Il Giallo Mondadori n. 2473, 1996.
5. 1994, Il porto maledetto (By Murder's Bright Light), Il Giallo Mondadori n. 2507, 1997.
6. 1995, La casa dei corvi (The House of Crows), Il Giallo Mondadori n. 2536, 1997.
7. 1996, Il vicario del diavolo (The Assassin's Riddle 1996), Il Giallo Mondadori n. 2567, 1997.
8. 1998, Fratello Athelstan - Il regno del male (The Devil's Domain), Il Giallo Mondadori n. 2663, 2000.
9. 1999, Fratello Athelstan e il campo di sangue (The Field of Blood), Il Giallo Mondadori n. 2731, 2001.
10. 2003, La casa delle ombre (The House of Shadows), I Classici del Giallo Mondadori n. 1145, 2006.
11. 2011, La pietra di sangue (Bloodstone) Il Giallo Mondadori n. 3199, 2021.
12. 2012, Gli uomini di paglia (The Straw Men) Il Giallo Mondadori n. 3213, 2022.
13. 2014, La Torre delle tenebre (Candle Flame), Il Giallo Mondadori n. 3242, agosto 2024.
14. (EN)  2014, The Book of Fires
15. (EN)  2015, The Herald of Hell
16. (EN)  2016, The Great Revolt
17. (EN)  2016, A Pilgrimage to Murder
18. (EN)  2017, The Mansions of Murder
19. (EN)  2019, The Godless
20. (EN)  2020, The Stone of Destiny
21. (EN)  2022, The Hanging Tree

### Sir Roger Shallot
Pseudonimo: Michael Clynes
1. 1991, Gli artigli del diavolo (The White Rose Murders), Piemme (ISBN 88-384-8313-2)
2. 1992, Il calice avvelenato (The Poisoned Chalice), Piemme (ISBN 88-384-4125-1)
3. 1993, Gli assassini del Graal (The Grail Murders), Piemme (ISBN 88-384-4126-X)
4. (EN)  1994, A Brood of Vipers
5. (EN)  1995, The Gallows Murders
6. (EN)  1996, The Relic Murders

### Kathryn Swinbrooke
Pseudonimo: C. L. Grace
1. 1993, Il santuario dei delitti (A Shrine of Murders)
2. 1994, L'occhio di Dio (The Eye of God)
3. 1995, Il pittore di Canterbury (The Merchant of Death)
4. 1996, Il libro delle ombre (The Book of Shadows)
5. 2001, Il segreto del convento (Saintly Murders)
6. 2002, L'occhio del labirinto (A Maze of Murders)
7. 2004, Il libro dei segreti (A Feast of Poisons)

### Nicholas Segalla
1. (EN)  1994, A Time for the Death of a King
2. (EN)  1995, The Prince Lost to Time
3. (EN)  1996, The Time of Murder at Mayerling
4. (EN)  1998, In the Time of the Poisoned Queen

### Canterbury Tales Mysteries
Serie con Nicholas Chirke
1. (EN)  1993, An Ancient Evil: The Knight's Tale of Mystery and Murder As He Goes on Pilgrimage from London to Canterbury
2. (EN)  1994, A Tapestry of Murders
3. (EN)  1995, A Tournament of Murders
4. (EN)  1997, Ghostly Murders
5. (EN)  2001, The Hangman's Hymn: The Carpenter's Tale of Mystery and Murder As He Goes on Pilgrimage from London to Canterbury
6. (EN)  2002, A Haunt of Murder
7. (EN)  2012, The Midnight Man

### Mystery of Alexander the Great
Pseudonimo: Anna Apostolou (primi due libri)
1. (EN)  1997, A Murder in Macedon
2. (EN)  1998, A Murder in Thebes
3. (EN)  2001, The House of Death
4. (EN)  2002, The Godless Man
5. (EN)  2003, The Gates of Hell

### Amerotke
1. 1998, La maschera di Ra (The Mask of Ra), Il Giallo Mondadori n. 2646 (1999)
2. 1999, Il tempio di Horus (The Horus Killings), Il Giallo Mondadori n. 2699 (2000)
3. 2000, I delitti di Anubi (The Anubis Slayings), Il Giallo Mondadori n. 2762 (2002)
4. 2002, Le dieci coppe dello scorpione (The Slayers of Seth: A Story of Intrigue and Murder Set in Ancient Egypt), I Classici del Giallo Mondadori n. 970 (2003)
5. 2004, Gli assassini di Iside (The Assassins of Isis), I Classici del Giallo Mondadori n. 1124 (2006)
6. (EN)  2007, The Poisoner of Ptah
7. (EN)  2008, The spies of Sobeck

### Mahu(Trilogia di Akhenaten)
1. (EN)  2003, An Evil Spirit Out of the West
2. (EN)  2005, The Season of the Hyaena
3. (EN)  2005, The Year of the Cobra

### Mathilde of Westminster
I tre romanzi sono ambientati ai tempi di Edoardo II d'Inghilterra, e ha per protagonista una donna al servizio di sua moglie la regina Isabella di Francia.
1. (EN)  2005, The Cup of Ghosts
2. (EN)  2007, The Poison Maiden
3. (EN)  2009, The Darkening Glass

### Romanzi ambientati nell'antica Roma
Il primo di questa collana è un romanzo di fittizia ai tempi di Agrippina, madre di Nerone; gli altri quattro, invece, hanno per protagonisti Elena, madre di Costantino, e Silvestro, presbitero di Roma (il futuro papa Silvestro I, e sono ambientati nell'anno 313 d.C., anno dell'Editto di Milano, grazie al quale il Cristianesimo inizia a dilagare nell'impero romano.
1. (EN)  2002, Domina
2. (EN)  2003, Murder Imperial
3. (EN)  2004, The Song of the Gladiator
4. (EN)  2006, The Queen of the Night
5. (EN)  2008, Murder's Immortal Mask

### Alessandro Magno
1. 2000, Alessandro Magno e la vittoria impossibile (The House of Death), Newton Compton (ISBN 88-8289-772-9)
2. 2002, Alessandro Magno e l'uomo senza Dio (The Godless Man), Newton Compton (ISBN 88-8289-936-5)
3. 2003, Alessandro Magno e le porte degli Inferi (The Gates of Hell), Newton Compton (ISBN 88-541-0095-1)

### Il templare
- 2007, Il templare (The Templar)
- 2009, Il mago dei templari (The Templar Magician)

### diMargaret Beaufort
1. (EN)  2018, Dark Queen Rising
2. (EN)  2019, Dark Queen Waiting
3. (EN)  2021, Dark Queen Watching
4. (EN)  2023, Dark Queen Wary

### Romanzi vari
- (EN)  1982, The Death of a King: A Medieval Mystery
- (EN)  1986, Prince Drakulya
- (EN)  1986, Lord Count Drakulya
- (EN)  1990, The Fate of Princes
- (EN)  1990, Dove Amongst the Hawks
- (EN)  1991, The Masked Man
- (EN)  1997, The Rose Demon
- (EN)  1997, The Haunting
- 1998, Il ladro di anime (The Soul Slayer), Piemme (ISBN 88-384-7838-4)
- (EN)  2002, The Plague Lord
- (EN)  2013, The Last of Days
- (EN)  2014, Roseblood
- (EN)  2016, Tenebrae

### Non Fiction
- 2003, The Mysterious Death of Tutankhamun
- 2003, Isabella and the Strange Death of Edward II
- 2004, Alexander the Great, the Death of a God: what – or who – really killed the young conqueror of the known world?
- 2005, The Great Crown Jewel Robbery of 1303
- 2006, The Secret Life of Elizabeth I
- 2006, The Death of the Red King

### Saggistica
- Gli esperimenti dell'Exploratorium (The Exploratorium Science Snackbook), Zanichelli 1996 (ISBN 88-08-09726-9)
Testo scolastico di fisica scritto in collaborazione con Don Rathjen